# البوتان (صفحة البيانات)
هذه الصفحة توفر بيانات كيميائية تكميلية عن مادة البوتان.

## بيانات سلامة المواد
قد يتطلب التعامل مع هذه المادة الكيميائية اتخاذ احتياطات أمان ملحوظة. لذلك، نوصي بشدة بالبحث عن ورقة بيانات سلامة المواد (MSDS) الخاصة بها من مصدر موثوق مثل eChemPortal، واتباع توجيهاتها بالكامل.

## البنية والخصائص
| البنية والخصائص          | البنية والخصائص                                           |
| ------------------------ | --------------------------------------------------------- |
| معامل الانكسار، ند       | 1.3326 في 20 درجة مئوية                                   |
| ثابت العزل الكهربائي، εr | 1.7697 ε0 عند 23 درجة مئوية                               |
| مجموعة التماثل           | ج2ح                                                       |
| القابلية المغناطيسية     | ؟                                                         |
| التوتر السطحي            | 12.46 داين/سم عند 20 درجة مئوية </br> P ≈ 225 كيلو باسكال |

## الخصائص الديناميكية الحرارية
| سلوك الطور                                          | سلوك الطور                                              |
| --------------------------------------------------- | ------------------------------------------------------- |
| الكثافة (سائل) 0 درجة مئوية                         | 600 كجم/م³                                              |
| الكثافة (بخار مشبع) 1 ضغط جوي، -0.5 درجة مئوية      | 2.6 كجم/م³                                              |
| نقطة ثلاثية                                         | 134.6 كلفن (–138.5 درجة مئوية)، 0.7 باسكال              |
| النقطة الحرجة                                       | 425.1 كلفن (152.0 درجة مئوية)، 3796.0 كيلو باسكال       |
| التغير القياسي في حرارة الانصهار، ΔfusHo            | 4.66 كيلوجول/مول                                        |
| التغير القياسي في إنتروبيا الانصهار، ΔfusSo         | 34.56 J/(mol·K)                                         |
| التغير القياسي في حرارة التبخر، ΔvapHo              | 22.44 kJ/mol                                            |
| التغير القياسي في إنتروبيا التبخر، ΔvapSo           | 82.30 J/(mol·K)                                         |
| خصائص المواد الصلبة                                 |                                                         |
| التغير القياسي في المحتوى الحراري للتكوين، ΔfHoصلب  | ? kJ/mol                                                |
| الانتروبيا المولية القياسية، Soصلب                  | ? J/(mol K)                                             |
| السعة الحرارية، cp                                  | ? J/(mol K)                                             |
| خصائص السوائل                                       |                                                         |
| التغير القياسي في المحتوى الحراري للتكوين، ΔfHoسائل | -147.6 كيلوجول/مول                                      |
| الإنتروبيا المولية القياسية، Soسائل                 | 229.7 جول/(مول كلفن)                                    |
| السعة الحرارية، cp                                  | 132.42 جول/(مول كلفن) -262 درجة مئوية إلى -3 درجة مئوية |
| خصائص الغاز                                         |                                                         |
| التغير القياسي في المحتوى الحراري للتكوين، ΔfHoغاز  | –124.7 كيلوجول/مول                                      |
| الإنتروبيا المولية القياسية، Soغاز                  | 310.23 جول/(مول كلفن)                                   |
| حرارة الاحتراق، ΔcHo                                | –2877.5 كيلوجول/مول                                     |
| السعة الحرارية، cp                                  | 98.49 J/(mol K) at 25 °C                                |
| n-butane ثوابت فان دير فالس                         | أ = 1466.2 لتر2 كيلو باسكال/مول2 ب = 0.1226 لتر لكل مول |

## ضغط بخار السائل
ن- بيوتان : تم الحصول على بيانات هذا الجدول من كتاب CRC Handbook of Chemistry and Physics الطبعة 44.

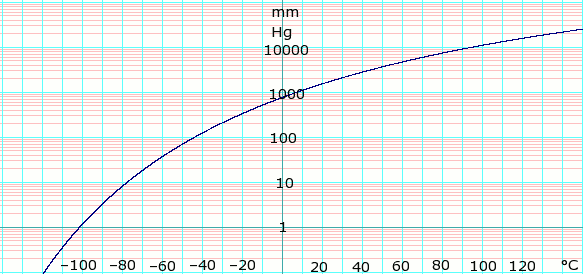
ضغط بخار الن -بيوتان. من الصيغة: تم الحصول عليها من كتاب Lange's Handbook of Chemistry، الطبعة العاشرة.

## البيانات الطيفية
| الأشعة فوق البنفسجية والمرئية          | الأشعة فوق البنفسجية والمرئية |
| -------------------------------------- | ----------------------------- |
| λالحد الأقصى                           | ؟ ن م                         |
| معامل الانقراض، ε                      | ؟                             |
| الأشعة تحت الحمراء                     |                               |
| نطاقات الامتصاص الرئيسية               | ؟ سم− 1                       |
| الرنين النووي المغناطيسي               |                               |
| الرنين النووي المغناطيسي للبروتون      |                               |
| الرنين النووي المغناطيسي للكربون-13    |                               |
| بيانات الرنين المغناطيسي النووي الأخرى |                               |
| مطيافية الكتلة                         |                               |
| كتل من </br> الأجزاء الرئيسية          |                               |